# Ceropegia mannarana
Ceropegia mannarana là một loài thực vật có hoa trong họ La bố ma. Loài này được P.Umam. & P.Daniel mô tả khoa học đầu tiên năm 2001.